# Freijido (Boimorto)
Freijido (en gallego y oficialmente, Freixido) es una aldea española situada en la parroquia de Cardeiro, del municipio de Boimorto, en la provincia de La Coruña, Galicia.

## Demografía
| Gráfica de evolución demográfica de Freixido entre 2000 y 2018 |
|                                                                |
| Datos según el nomenclátor publicado por el INE.               |